# Virginia Beach Open (Nationwide Tour)
Het Virginia Beach Open was een jaarlijks golftoernooi in de Verenigde Staten en maakte deel uit van de Nationwide Tour, van 2000 tot 2006. Het toernooi vond telkens plaats op The TPC of Virginia Beach in Virginia Beach, Virginia.

## Winnaars
| Jaar | Winnaar        | Score | Score | Info |
| ---- | -------------- | ----- | ----- | ---- |
| 2000 | Ryuji Imada    | 275   | −13   |      |
| 2001 | Trevor Dodds   | 277   | −11   |      |
| 2002 | Cliff Kresge   | 277   | −11   |      |
| 2003 | Michael Long   | 277   | −11   |      |
| 2004 | James Driscoll | 273   | −15   |      |
| 2005 | Troy Matteson  | 275   | –13   |      |
| 2006 | Andrew Buckle  | 268   | −20   |      |